# Eraldo Giunchi
Eraldo Giunchi, noto anche con lo pseudonimo di Cinessino (Bologna, 16 febbraio 1906 – Milano, 26 gennaio 1956), è stato un attore italiano del cinema muto, attivo tra il 1913 e il 1915 come attore bambino.

## Biografia
Figlio degli attori Lea Giunchi e Natalino Guillaume, intraprese lo stesso mestiere dei genitori, e fu uno dei primi attori bambini del cinema italiano. 
Tra il 1913 e il 1915, recitò spesso da protagonista e co-protagonista, accanto alla madre Lea e al comico Raymond Dandy in arte Kri Kri. Nella maggior parte degli oltre 20 film a cui prese parte, interpretò il ruolo di Cinessino, soprannome che gli venne dato dalla casa cinematografica Cines, che lo considerava la sua mascotte. In uno dei suoi film, Maternità tragica, recitò accanto ad una delle attrici più importanti dell'epoca, Pina Menichelli.

## Filmografia
- Cinessino in Africa (1913)
- Kri Kri accomoda piatti (1913)
- La zingara (1913)
- Cinessino ha fortuna, regia di Gennaro Righelli (1914)
- Si è perduto il principe, regia di Gennaro Righelli (1914)
- Non far piangere mammina (1914)
- Una lezione di storia (1914)
- Pasqua di Kri Kri e Cinessino (1914)
- Cinessino e il grammofono, regia di Gennaro Righelli (1914)
- Cinessino e la pipa del nonno, regia di Gennaro Righelli (1914)
- Cinessino e la ballerina, regia di Gennaro Righelli (1914)
- Scherzi di Cinessino (1914)
- Una storiella di Cinessino (1914)
- Cinessino salvatore, regia di Gennaro Righelli (1914)
- Cinessino imita Fantomas, regia di Gennaro Righelli (1914)
- Maternità tragica (1914)
- Il sogno patriottico di Cinessino, regia di Gennaro Righelli (1915)
- Il sogno del bimbo d'Italia, regia di Riccardo Cassano (1915)
- La bambola viva (1915)
- Le strenne di Cinessino (1915)
- Il presagio, regia di Augusto Genina (1915)
- La menzogna, regia di Augusto Genina (1915)